# تطور ميكروبيوم فم الإنسان

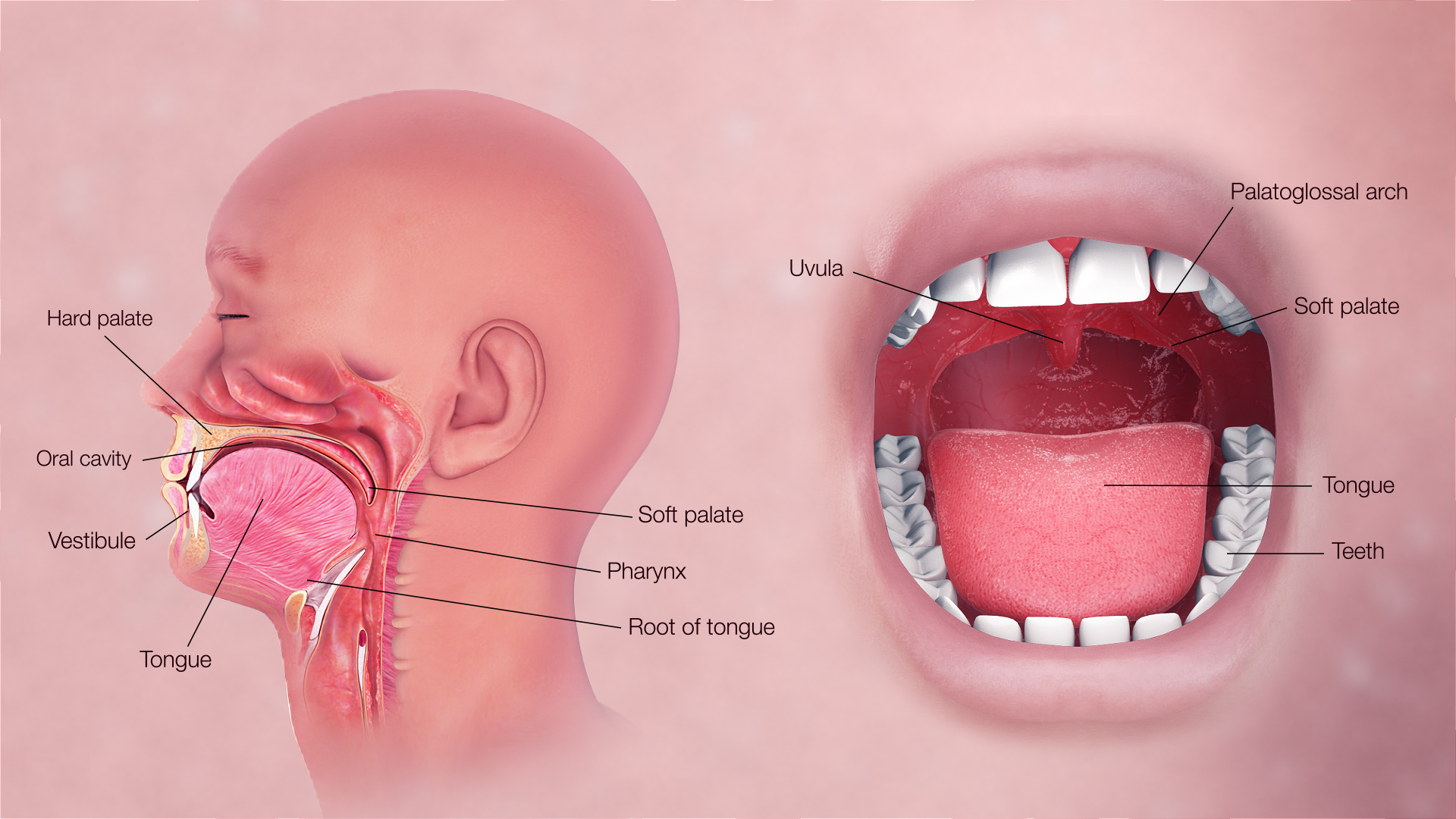
التجويف الفموي البشري

تطور ميكروبيوم فم الإنسان هو دراسة تطور ونمو الكائنات الحية الدقيقة في الفم وتكيفها عبر الزمن لمعرفة التغيرات الجينية للميكروبات. تغيرت علاقة الميكروبات الفموية مع مضيفها الإنسان عبر الزمن نتيجةً لتغير الأمراض وتطورها.
يوفر الطب التطوري تقييمًا لصحة الفم وأمراضه، ويحدد علم الإنسان الحيوي الميكروبات القديمة التي هاجمت الإنسان سابقًا لدراستها وللحفاظ على صحة الفم مستقبلًا.

## التطورات التقنية
أظهرت الدراسات التي أُجريت في الثمانينات أن جير الإسنان يحمي خلايا الميكروبات الفموية، لكن اكتشفت الدراسات الحديثة أن جير الأسنان هو مستودع لحفظ الحمض النووي والبروتينات، إذ يحتوي جير الأسنان على الحمض النووي ضعف ما يحتويه العاج أو العظم بحوالي 10 – 1000 وهذا ما يجعله أغنى مصدر للحمض النووي نوع أ.
اتخذت الدراسات التسلسلات الجينومية للبروتينات للكشف عن عوامل الضراوة للبكتريا وتفاعلها مع المحيط ومع المضيف. كشفت دراسات البروتيوميات المعنية بدراسة جميع أصناف وأنواع البروتينات عن أكثر من 60 بروتينًا بشريًا متأصل من جير الأسنان مثل ألفا أمايليز والهيموغلوبين.
تحدد دراسات الأيض الفئات الأيضية الموجودة في جير الأسنان مثل الأحماض الأمينية والكربوهيدرات والفيتامينات والدهون والأحماض النووية والببتيدات، وتحدد مصادر الأيض ما إذا كانت مصادر مكروبية أو من المضيف أو من النظام الغذائي.

## التنوع الجيني
تختلف أنواع الميكروبات التي تتواجد في جير الأسنان عن الميكروبات التي تتواجد ضمن اللويحات السنية، مع العلم أن جير الأسنان يتطور من اللويحات السنية غير المُعالجة، كما تختلف البروتينات والنواتج الأيضية والسمية.
تتغير أصناف الميكروبات في كل حالة تبعًا للظروف المتوفرة، إذ تتواجد الميكروبات اللاهوائية في البداية عند تطور الغشاء الحيوي الرقيق ومع نفاذ الأكسجين تبدأ مولدات الميثان بالاستعمار وينخفض معدل الميكروبات الأولية، أي أن تواجد الميكروبات الفموية متسلسل بحسب المرض.

## علاقة الميكروبات بصحة الفم والأمراض
تلعب الميكروبات الفموية دورًا مهمًا في صحة الفم وأمراضه وفقدانها يؤدي لاختلال الميكروبيوم (سوء تكيف الكائنات الدقيقة على سطح الجسم أو داخله) وهيمنة ميكروبات أخرى تسبب عدة اضطرابات، إذ أن وجود الميكروبات الفموية المتكيفة مع الإنسان يمنع وجود بقية الميكروبات الانتهازية التي تسبب أمراضًا في الفم وفي بقية أجزاء الجسم ويقفل مستقبلاتها.
تحتوي الميكروبات الفموية المأخوذة من جير الأسنان على جينات مقاومة للمضادات الحيوية وبروتينات الجهاز المناعي مثل ميلوبيروكسيداز والليزوزيم (الأجسام الحالة) وإيلاستاز، بالإضافة إلى مضادات الالتهاب مثل ألفا 1-أنتيتريبسين وألفا 1-كيموتريبسين، وتلعب هذه المكونات المذكورة سابقًا دورًا مهمًا في التهاب اللثة وأمراضها الشائعة.
لم يُعرف تسوس الأسنان وأمراض اللثة قبل العصر الحجري الحديث في مجتمعات الصيد إلا بعد الثورة الزراعية في العصر الحجري الحديث ما يدل على تأثير البيئة على أنواع الميكروبيوم الفموي وارتبط ظهور أنواع جديدة من الميكروبات بعد تحول الطعام إلى المحصولات الزراعية مثل بكتريا وحيدات الخلية البورفيرينية اللثوية وتانريلا فورسيثيا وبكتريا اللولبية. واحتلت تانريلا فورسيثيا المرتبة الأولى في عدد البكتريا المُكتشفة قديمًا في جير الأسنان.

### تانريلا فورسيثيا
هي نوع من البكتريا اللاهوائية تتكاثر في غياب الأكسجين وتعد واحدة من أهم أنواع البكتيريا التي تسبب أمراض اللثة، يُعتقد أنها تطورت مع التطور البشري لتكيفها معه من خلال تقويض حمض السياليك.[بحاجة لمصدر]
أظهرت الدراسات ارتباط زيادة أعداد بكتيريا تانريلا فورسيثيا في جير الأسنان مع أمراض اللثة.